# CHO CO PA CO CHO CO QUIN QUIN
CHO CO PA CO CHO CO QUIN QUIN（チョ・コ・パ・コ・チョ・コ・キン・キン）は、日本・東京発の3人組コミックバンド。

## 概要
- 小学4年生で結成するが、全員がギターだったため小学5年生で解散[1]。 その後1人、Daidoが中南米音楽に傾倒し、キューバのハバナ大学に留学[1]。現地でコンガを学び、リズムパターン「cho co pa co cho co quin quin」を習得。
- 2021年に再結成[1]し、パーカッションを軸にした電子音楽にフェイクのシャーマニズムを足した音楽を模索中。InstagramではAbletonギャングと呼ばれている。
- 2023年7月、1stアルバム、『tradition』をリリース[1]。
- 2024年7月28日、「フジロックフェスティバル」出演[2]。

## メンバー
- Daido（芝崎大道） - 作詞、作曲、ボーカル、キーボード（シンセサイザー）、ギター、映像
- Yuta （細野悠太） - 作曲、ベース、三線、編曲
  - 祖父はミュージシャンの細野晴臣。
- So （宮本颯） - DJ、マニピュレーター、ギター、サウンドエンジニア

## ディスコグラフィー
アルバム
- tradition（2023年7月19日）

シングル
- 花様年華 （2023年6月7日） - ウォン・カーウァイ監督の映画「花様年華」がモチーフ[1]
- 空とぶ東京 （2023年6月28日）
- Correspondances （2024年5月1日）

## 出演

### CM
- 江崎グリコ「ポッキー」（2024年9月13日 - ）[3]